# Філіп Фішер
Філіп Артур Фішер (англ. Philip Arthur Fisher; 8 вересня 1907 — 11 березня 2004) — відомий американський економіст і професійний інвестор.

## Біографія
У 1928 році, закінчивши Вищу школу ділового адміністрування при Стенфордському університеті, Фішер вступив на посаду аналітика в банк Anglo London & Paris National Bank в Сан-Франциско.
У 1930 році перейшов на роботу в брокерську фірму, де займався пошуком підходящих для придбання акцій. 1 березня 1931 року Фішер заснував компанію «Fisher & Company». У 1932 році чистий місячний прибуток становила $ 2,99, в 1933 році — $ 29 в місяць. Однак Фішер вважав ці роки найприбутковішими — він відточив концепцію інвестування і зміг залучити клієнтів, які довгі роки залишалися вірними його методам і компанії.
Під час Другої світової війни Фішер був покликаний в ВПС США, займався штабною роботою.
У 1955 році Фішер купив акції Motorola і зберіг їх до самої смерті.
Філіп Фішер займався інвестиціями 74 роки, завершивши кар'єру інвестора в 91-річному віці.

## Цікаві факти
Баффетт сказав про Філіпа
«Від нього, я дізнався цінність „слухового“ підходу: „йти і розмовляти з конкурентами, постачальниками, клієнтами, щоб з'ясувати, як дійсно працює та чи інша галузь або компанія“. Замість аналізу балансових звітів проживаючий в Сан-Франциско Фішер вважає за краще вивчати людей та організації — в цьому його інноваційний внесок в аналіз цінних паперів.»

## Теорія

### Оцінка підприємства за Фішером
1. Чи має компанія продуктами або послугами, що володіють ринковим потенціалом, достатнім для того, щоб підтримати істотне зростання обсягу продажів хоча б протягом декількох років?
2. Чи має керівництво компанії намір продовжувати розробляти продукти і розвивати процеси, які забезпечать збільшення потенціалу ринку збуту після того, як буде в значній мірі вичерпаний потенціал зростання асортименту продукції, привабливою сьогодні?
3. Наскільки результативна компанія в сфері досліджень?
4. Чи має компанія збутову організацію вище середнього рівня?
5. Чи має компанія достатню норму прибутку?
6. Вживає компанія зусилля для збереження і збільшення норми прибутку?
7. Чи створена в компанії найкраща модель взаємовідносин з персоналом?
8. Чи створені в компанії найкращі відносини з керівними працівниками?
9. Чи є в компанії резерв керівників?
10. Наскільки ефективно в компанії здійснюється бухгалтерський контроль?
11. Чи є інші сторони бізнесу або галузеві особливості, які можуть дати інвестору ключ до розуміння, наскільки ефективною може виявитися компанія в порівнянні з конкурентами?
12. Націлена стратегія компанії на отримання довгострокового прибутку?
13. Зажадає зростання компанії в доступному для огляду майбутньому істотного фінансування через випуск цінних паперів, так, що збільшилася кількість акцій в обігу з'їсть значну частину доходів, які нинішні акціонери могли б отримати від цього зростання?
14. Чи не відбувається так, що команда керуючих охоче веде діалог з інвесторами про стан справ в компанії, коли вони йдуть добре, але набирають в рот води, як тільки виникають проблеми?
15. Очолює чи компанію команда керуючих, чия чесність не викликає сумнівів?